# Les Arques
Pour les articles homonymes, voir Arques.
Les Arques sont une commune française située dans l'ouest du département du Lot, en région Midi-Pyrénées.
Elle est également dans la Bouriane, une région naturelle sablonneuse et collinaire couverte de forêt avec comme essence principale des châtaigniers.
Exposée à un climat océanique altéré, elle est drainée par le ruisseau de la Masse et par divers autres petits cours d'eau. Incluse dans le bassin de la Dordogne, la commune possède un patrimoine naturel remarquable composé de trois zones naturelles d'intérêt écologique, faunistique et floristique.
Les Arques sont une commune rurale qui compte 214 habitants en 2022, après avoir connu un pic de population de 821 habitants en 1861. Ses habitants sont appelés les Arquins ou  Arquines.

## Géographie
Commune située dans le Quercy en Bouriane.

### Communes limitrophes
Les communes limitrophes sont  Gindou, Goujounac, Lherm, Montcléra et Montgesty.
| Montcléra |            | Gindou    |
|           | des Arques |           |
| Goujounac | Lherm      | Montgesty |

### Climat
Pour des articles plus généraux, voir Climat de l'Occitanie et Climat du Lot.
En 2010, le climat de la commune est de type climat océanique altéré, selon une étude s'appuyant sur une série de données couvrant la période 1971-2000. En 2020, Météo-France publie une typologie des climats de la France métropolitaine dans laquelle la commune est exposée à un climat océanique altéré et est dans la région climatique Aquitaine, Gascogne, caractérisée par une pluviométrie abondante au printemps, modérée en automne, un faible ensoleillement au printemps, un été chaud (19,5 °C), des vents faibles, des brouillards fréquents en automne et en hiver et des orages fréquents en été (15 à 20 jours).
Pour la période 1971-2000, la température annuelle moyenne est de 12,4 °C, avec une amplitude thermique annuelle de 15,4 °C. Le cumul annuel moyen de précipitations est de 882 mm, avec 12 jours de précipitations en janvier et 6,5 jours en juillet. Pour la période 1991-2020, la température moyenne annuelle observée sur la station météorologique la plus proche, située sur la commune d'Anglars-Juillac à 13 km à vol d'oiseau, est de 13,5 °C et le cumul annuel moyen de précipitations est de 822,6 mm,. Pour l'avenir, les paramètres climatiques de la commune estimés pour 2050 selon différents scénarios d’émission de gaz à effet de serre sont consultables sur un site dédié publié par Météo-France en novembre 2022.

### Milieux naturels et biodiversité

#### Espaces protégés
La protection réglementaire est le mode d’intervention le plus fort pour préserver des espaces naturels remarquables et leur biodiversité associée,.
Un  espace protégé est présent sur la commune : 
le bassin de la Dordogne, réserve de biosphère, zone de transition, d'une superficie de 1 880 257,7 ha.

#### Zones naturelles d'intérêt écologique, faunistique et floristique
L’inventaire des zones naturelles d'intérêt écologique, faunistique et floristique (ZNIEFF) a pour objectif de réaliser une couverture des zones les plus intéressantes sur le plan écologique, essentiellement dans la perspective d’améliorer la connaissance du patrimoine naturel national et de fournir aux différents décideurs un outil d’aide à la prise en compte de l’environnement dans l’aménagement du territoire.
Deux ZNIEFF de type 1 sont recensées sur la commune :
les « prairies humides de la Mouline et du Moulineau » (98 ha), couvrant 2 communes du département et 
la « vallée de la Masse entre le Périé et la Passade » (53 ha), couvrant 3 communes du département
et une ZNIEFF de type 2, : 
les « ruisseaux de l'Herm et de la Masse » (661 ha), couvrant 8 communes du département.

Carte des ZNIEFF de type 1 et 2 aux Arques.
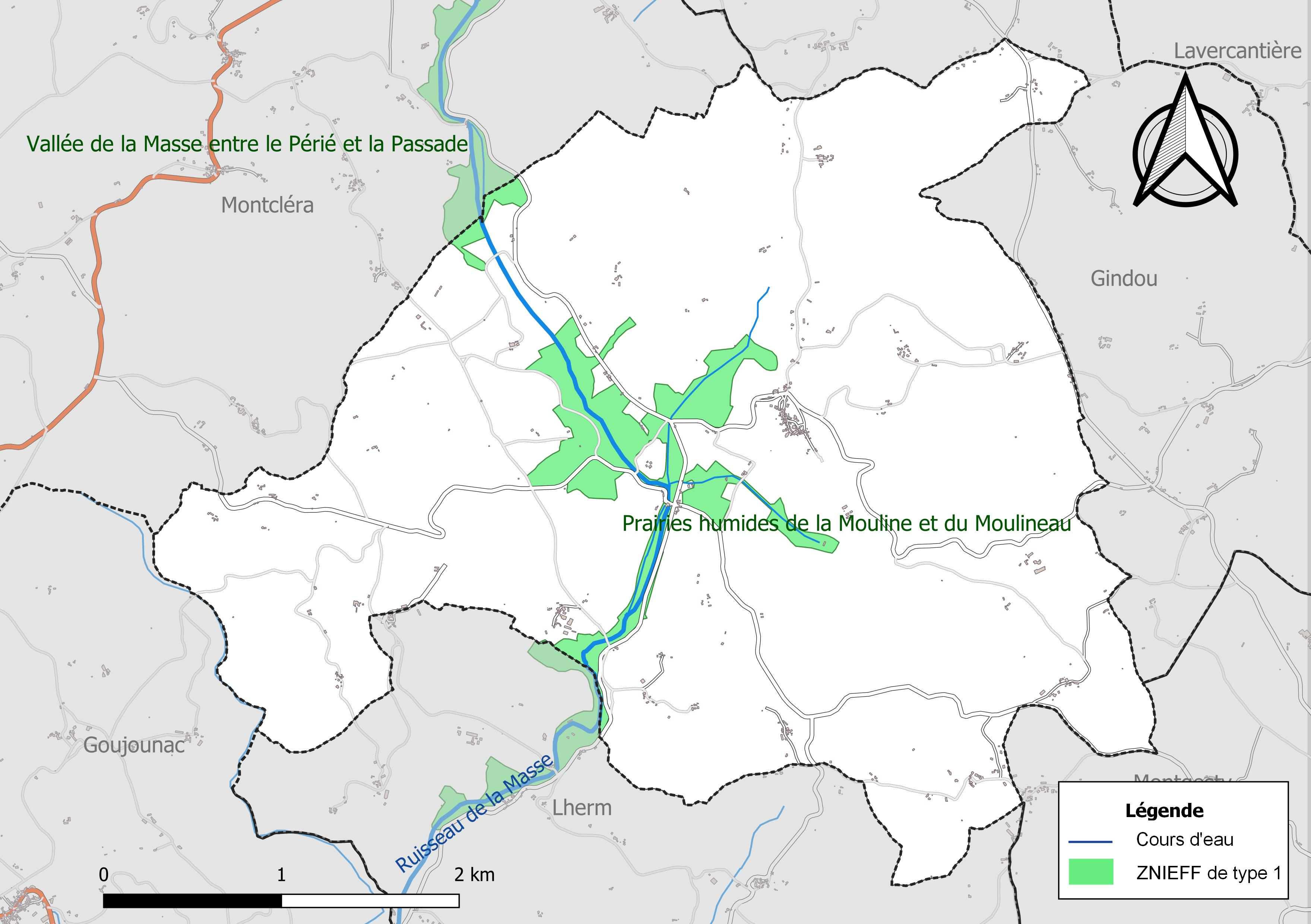
Carte des ZNIEFF de type 1 sur la commune.
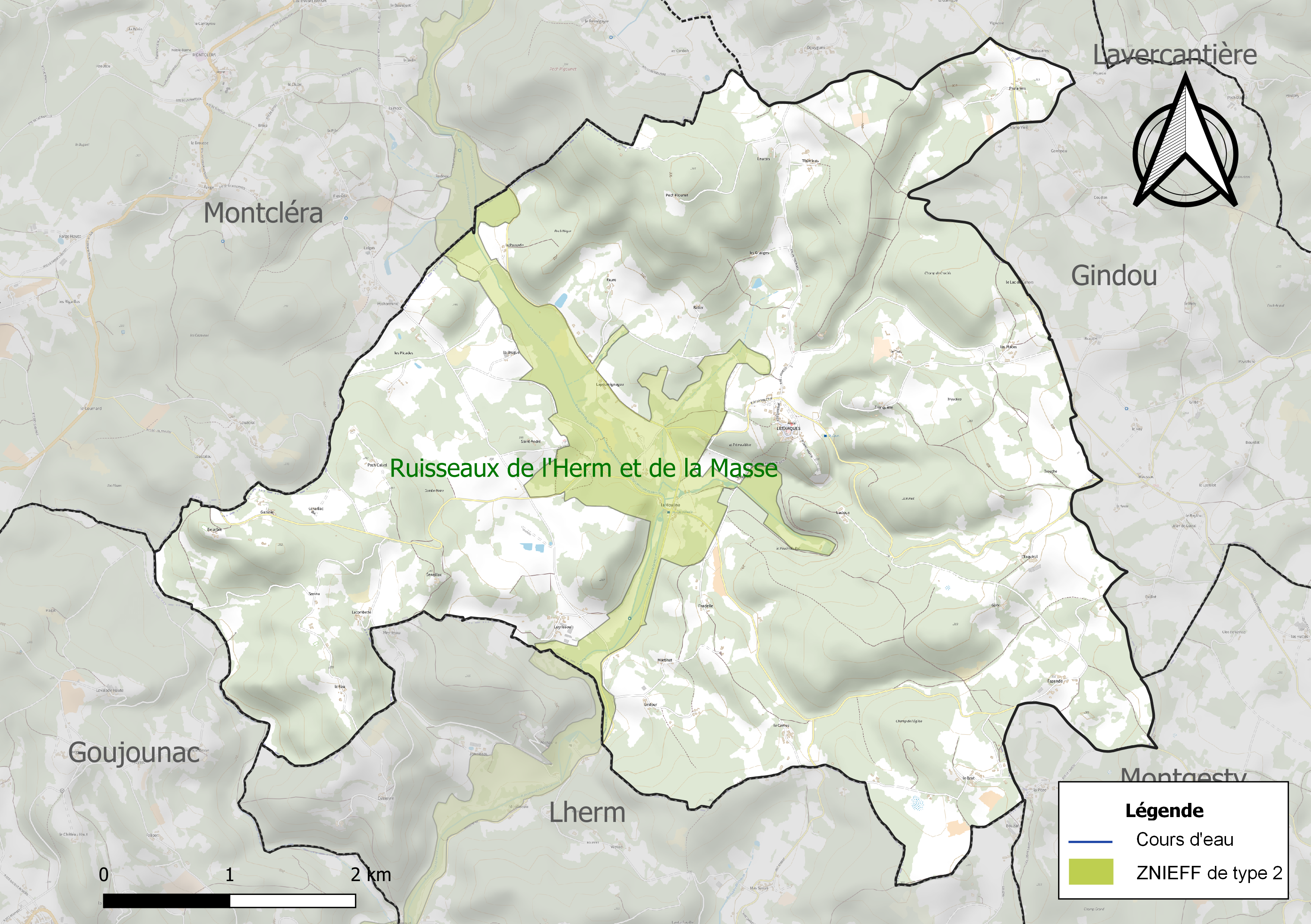
Carte de la ZNIEFF de type 2 sur la commune.

## Urbanisme

### Typologie
Au 1er janvier 2024, Les Arques sont catégorisées commune rurale à habitat très dispersé, selon la nouvelle grille communale de densité à sept niveaux définie par l'Insee en 2022.
Elle est située hors unité urbaine et hors attraction des villes,.

### Occupation des sols
L'occupation des sols de la commune, telle qu'elle ressort de la base de données européenne d’occupation biophysique des sols Corine Land Cover (CLC), est marquée par l'importance des forêts et milieux semi-naturels (58,9 % en 2018), une proportion sensiblement équivalente à celle de 1990 (58,4 %). La répartition détaillée en 2018 est la suivante : 
forêts (58,9 %), zones agricoles hétérogènes (35,7 %), prairies (5,4 %). L'évolution de l’occupation des sols de la commune et de ses infrastructures peut être observée sur les différentes représentations cartographiques du territoire : la carte de Cassini (XVIIIe siècle), la carte d'état-major (1820-1866) et les cartes ou photos aériennes de l'IGN pour la période actuelle (1950 à aujourd'hui).

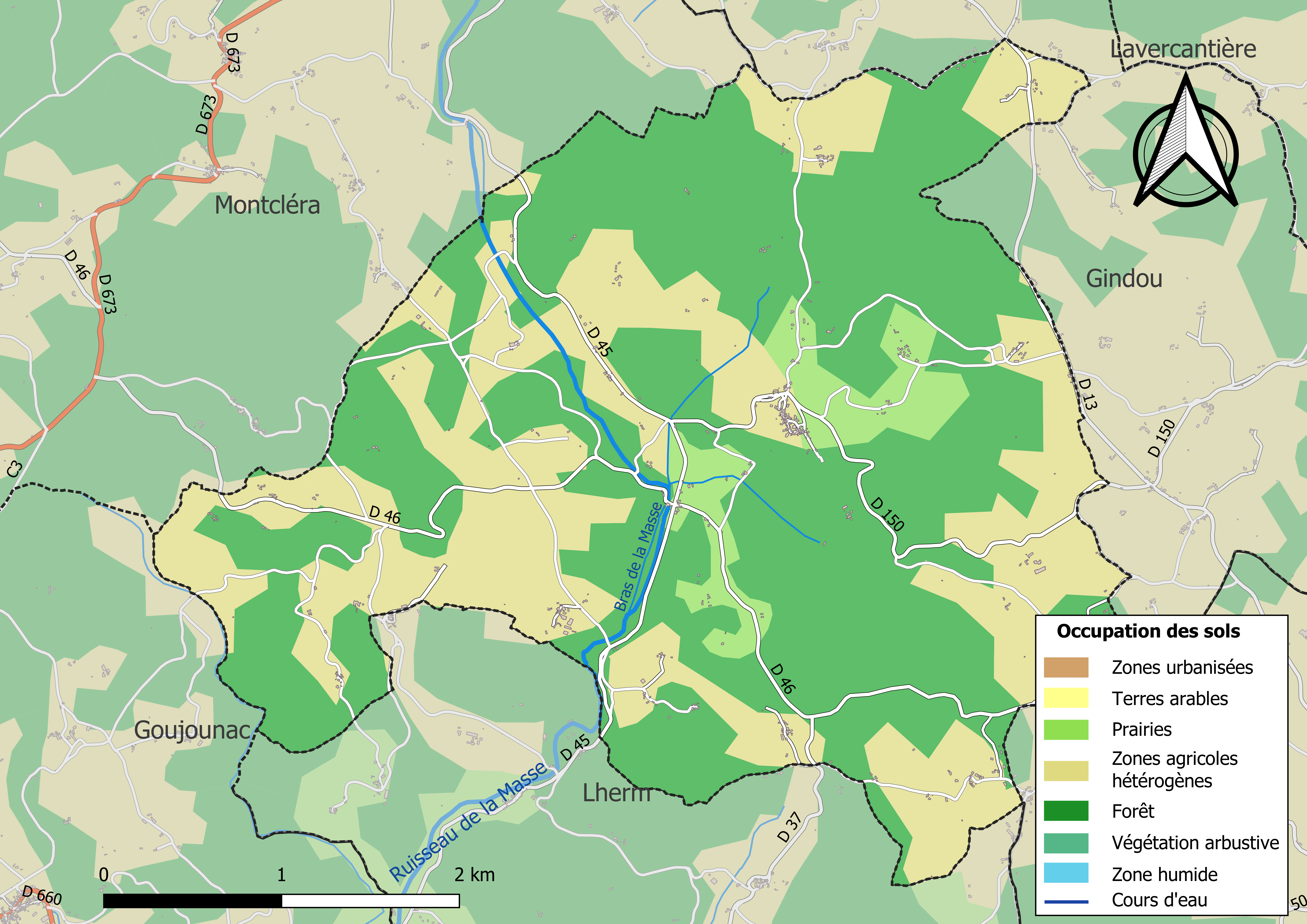
Carte des infrastructures et de l'occupation des sols de la commune en 2018 (CLC).

### Risques majeurs
Le territoire de la commune des Arques est vulnérable à différents aléas naturels : météorologiques (tempête, orage, neige, grand froid, canicule ou sécheresse), inondations, feux de forêts, mouvements de terrains et séisme (sismicité très faible). Un site publié par le BRGM permet d'évaluer simplement et rapidement les risques d'un bien localisé soit par son adresse soit par le numéro de sa parcelle.
Certaines parties du territoire communal sont susceptibles d’être affectées par le risque d’inondation par débordement de cours d'eau, notamment le ruisseau de la Masse. La cartographie des zones inondables en ex-Midi-Pyrénées réalisée dans le cadre du XIe Contrat de plan État-région, visant à informer les citoyens et les décideurs sur le risque d’inondation, est accessible sur le site de la DREAL Occitanie. La commune a été reconnue en état de catastrophe naturelle au titre des dommages causés par les inondations et coulées de boue survenues en 1982, 1993 et 1999,.
Les Arques sont exposées au risque de feu de forêt. Un plan départemental de protection des forêts contre les incendies a été approuvé par arrêté préfectoral le 30 novembre 2015 pour la période 2015-2025. Les propriétaires doivent ainsi couper les broussailles, les arbustes et les branches basses sur une profondeur de 50 mètres, aux abords des constructions, chantiers, travaux et installations de toute nature, situées à moins de 200 mètres de terrains en nature
de bois, forêts, plantations, reboisements, landes ou friches. Le brûlage des déchets issus de l’entretien des parcs et jardins des ménages et des collectivités est interdit. L’écobuage est également interdit, ainsi que les feux de type méchouis et barbecues, à l’exception de ceux prévus dans des installations fixes (non situées sous couvert d'arbres) constituant une dépendance d'habitation.

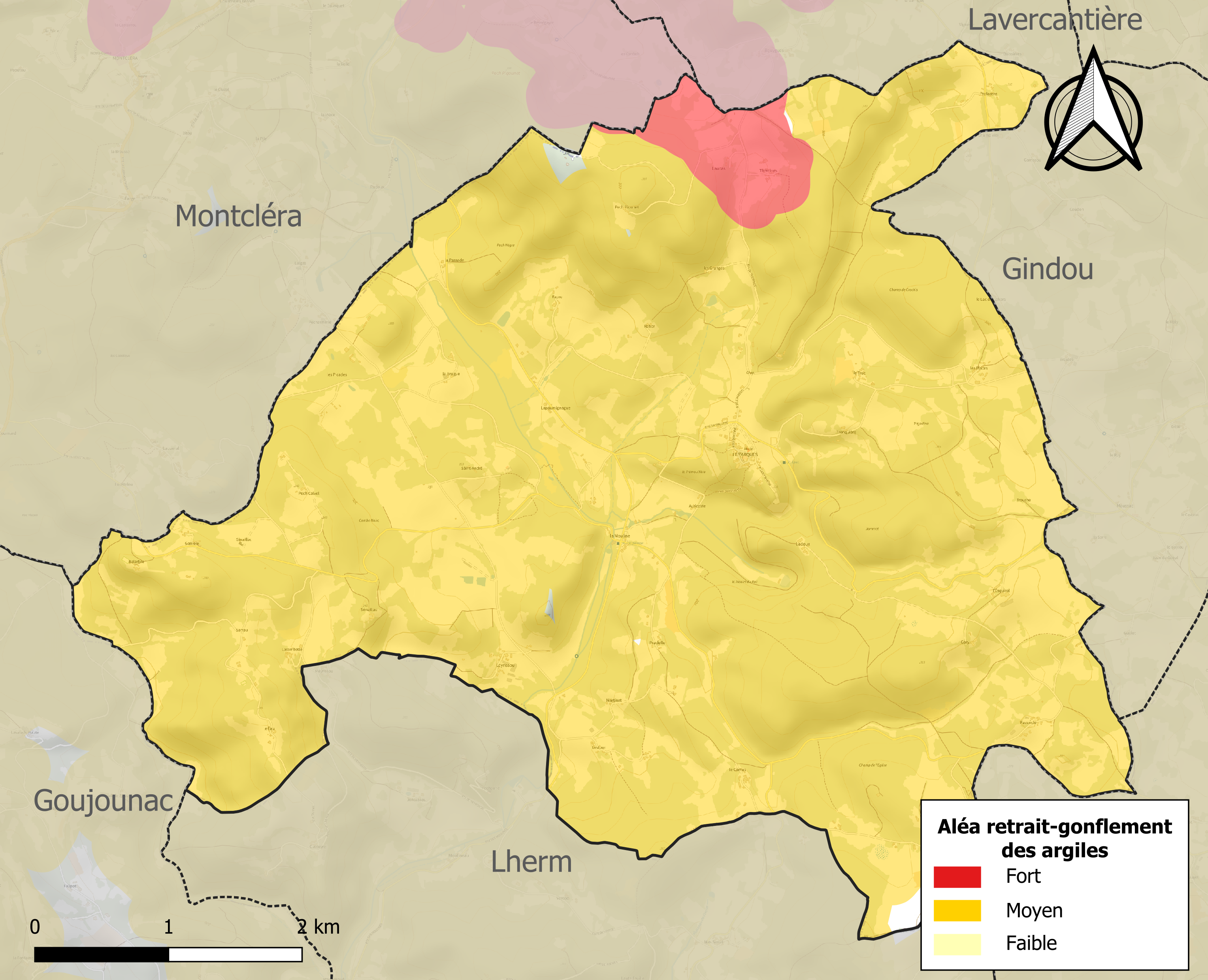
Carte des zones d'aléa retrait-gonflement des sols argileux des Arques.

Les mouvements de terrains susceptibles de se produire sur la commune sont des affaissements et effondrements liés aux cavités souterraines (hors mines), des éboulements, chutes de pierres et de blocs, des glissements de terrain et des tassements différentiels. Par ailleurs, afin de mieux appréhender le risque d’affaissement de terrain, l'inventaire national des cavités souterraines permet de localiser celles situées sur la commune.
Le retrait-gonflement des sols argileux est susceptible d'engendrer des dommages importants aux bâtiments en cas d’alternance de périodes de sécheresse et de pluie. 99,6 % de la superficie communale est en aléa moyen ou fort (67,7 % au niveau départemental et 48,5 % au niveau national). Sur les 183 bâtiments dénombrés sur la commune en 2019, 182 sont en aléa moyen ou fort, soit 99 %, à comparer aux 72 % au niveau départemental et 54 % au niveau national. Une cartographie de l'exposition du territoire national au retrait gonflement des sols argileux est disponible sur le site du BRGM,.
Par ailleurs, afin de mieux appréhender le risque d’affaissement de terrain, l'inventaire national des cavités souterraines permet de localiser celles situées sur la commune.
Concernant les mouvements de terrains, la commune a été reconnue en état de catastrophe naturelle au titre des dommages causés par la sécheresse en 1989 et par des mouvements de terrain en 1999.

## Toponymie
Attestée sous les formes Arcas au Moyen Âge, Archis dans un pouillé.
Le toponyme Les Arques (en occitan Las Arcas) pourrait être basé soit :
- sur l'arche d'un pont[24]  ou par extension sur l'ouverture en forme d'arche d'une église ;
- sur un nom de famille formé à partir de arca (coffre à grains) et l'augmentatif -as.

## Histoire
Le village des Arques s'est développé autour d'un prieuré-doyenné dépendant de l'abbaye de Marcilhac. On ne possède pas de textes permettant de connaître sa date de fondation et sa donation à l'abbaye de Marcilhac. On voit apparaître le doyenné des Arques au cours du conflit entre l'abbaye de Tulle et celle de Marcilhac au sujet de la possession de Rocamadour entre 1182 et 1193. Les droits de Marcilhac sur Les Arques sont confirmés en 1233. L'archevêque de Bourges Simon de Beaulieu est hébergé deux fois dans le doyenné en 1285-1286 et 1290-1291.
Le prieuré est mis en commende en 1408.
Pendant la guerre de Cent Ans, Philippe de Jean, seigneur des Junies et de Salviac, allié aux Anglais, pille le village. Son fils Benoît (mort en 1369) fait un don pour permettre de réparer les destructions. C'est probablement de cette époque que date la destruction de la nef de l'église Saint-Laurent. Cent ans après, le doyen se plaint de l'état inhabité du prieuré et de ses fiefs.
Le logis du prieur, ou doyenné, est construit au milieu du XVe siècle. Jusqu'au milieu du XVIe siècle, des constructions vont transformer le village en place-forte.
En 1561, les protestants de Duras investissent le village après avoir attaqué victorieusement le château de Péchaurié. Des interventions de soldats se reproduisent en 1622 et 1637. L'enceinte fortifiée du village est détruite en 1637, sur ordre du duc d'Épernon, à la suite de la révolte des Croquants.
En 1780, l'état des églises Saint-Martin et Saint-Étienne (actuelle Saint-Laurent) est tellement dégradé que le titulaire du doyenné demande l'autorisation de démolir l'église du prieuré. Les habitants proposent en 1784 de transférer la paroisse de Saint-Martin à Saint-Laurent dont ils déclarent qu'elle n'est pas vétuste et qu'ils s'obligent à réparer. Le doyen devait alors s'engager à payer la main-d'œuvre et à transformer une partie du logis du prieur en presbytère pour le curé. Cette demande des habitants n'a été appliquée qu'à partir de 1803, sauvant l'église Saint-Laurent d'une destruction.

## Politique et administration
| Période                                  | Période | Identité                 | Étiquette | Qualité  |
| ---------------------------------------- | ------- | ------------------------ | --------- | -------- |
| 1791                                     | 1806    | Jean Baptiste Lemozy     |           |          |
| 1806                                     | 1807    | Jean Rodes               |           |          |
| 1807                                     | 1814    | Marc Vassal Saint Andre  |           |          |
| 1814                                     | 1865    | Louis Baptiste Mayzen    |           |          |
| 1865                                     | 1888    | Louis Mayzen             |           |          |
| 1888                                     | 1892    | Louis Gizard             |           |          |
| 1892                                     | 1900    | Louis Henri Mayzen       |           |          |
| 1900                                     | 1904    | Henry Course             |           |          |
| 1904                                     | 1908    | François Valentin Lemozy |           |          |
| 1908                                     | 1941    | Henry Louis Gizard       |           |          |
| 1941                                     | 1945    | Ernest Marroux           |           |          |
| 1945                                     | 1945    | Edouard Arnaud           |           |          |
| 1945                                     | 1955    | Camille Rajaud           |           |          |
| 1955                                     | 1959    | Marius Astorg            |           |          |
| 1959                                     | 1965    | Marcel Gizard            |           |          |
| 1965                                     | 1971    | Camille Rajaud           |           |          |
| 1971                                     | 1972    | Robert Bessieres         |           |          |
| 1972                                     | 2001    | Raymond Laval            |           |          |
| 2001                                     | 2008    | Patrick Cantagrel        | PS        |          |
| 2008                                     | 2014    | Germain André Bladié     |           | retraité |
| 2014                                     |         | Jérome Bonnafous         | LREM      |          |
| Les données manquantes sont à compléter. |         |                          |           |          |

## Démographie
L'évolution du nombre d'habitants est connue à travers les recensements de la population effectués dans la commune depuis 1793. Pour les communes de moins de 10 000 habitants, une enquête de recensement portant sur toute la population est réalisée tous les cinq ans, les populations de référence des années intermédiaires étant quant à elles estimées par interpolation ou extrapolation. Pour la commune, le premier recensement exhaustif entrant dans le cadre du nouveau dispositif a été réalisé en 2005.

En 2022, la commune comptait 214 habitants, en évolution de +8,63 % par rapport à 2016 (Lot : +1,31 %, France hors Mayotte : +2,11 %).
| 1793 | 1800 | 1806 | 1821 | 1831 | 1836 | 1841 | 1846 | 1851 |
| ---- | ---- | ---- | ---- | ---- | ---- | ---- | ---- | ---- |
| 688  | 658  | 666  | 726  | 724  | 769  | 734  | 750  | 777  |

| 1856 | 1861 | 1866 | 1872 | 1876 | 1881 | 1886 | 1891 | 1896 |
| ---- | ---- | ---- | ---- | ---- | ---- | ---- | ---- | ---- |
| 769  | 821  | 813  | 802  | 757  | 734  | 683  | 652  | 596  |

| 1901 | 1906 | 1911 | 1921 | 1926 | 1931 | 1936 | 1946 | 1954 |
| ---- | ---- | ---- | ---- | ---- | ---- | ---- | ---- | ---- |
| 547  | 519  | 509  | 435  | 414  | 401  | 358  | 352  | 267  |

| 1962 | 1968 | 1975 | 1982 | 1990 | 1999 | 2005 | 2006 | 2010 |
| ---- | ---- | ---- | ---- | ---- | ---- | ---- | ---- | ---- |
| 250  | 230  | 177  | 173  | 160  | 158  | 181  | 173  | 207  |

| 2015 | 2020 | 2022 | - | - | - | - | - | - |
| ---- | ---- | ---- | - | - | - | - | - | - |
| 198  | 218  | 214  | - | - | - | - | - | - |

## Économie

### Revenus
En 2018, la commune compte 105 ménages fiscaux, regroupant 209 personnes. La médiane du revenu disponible par unité de consommation est de 18 030 € (20 740 € dans le département).

### Emploi
|                | 2008  | 2013   | 2018  |
| -------------- | ----- | ------ | ----- |
| Commune        | 8,8 % | 10,8 % | 5,1 % |
| Département    | 7,3 % | 8,9 %  | 9,6 % |
| France entière | 8,3 % | 10 %   | 10 %  |

En 2018, la population âgée de 15 à 64 ans s'élève à 110 personnes, parmi lesquelles on compte 68,6 % d'actifs (63,6 % ayant un emploi et 5,1 % de chômeurs) et 31,4 % d'inactifs,. En  2018, le taux de chômage communal (au sens du recensement) des 15-64 ans est inférieur à celui de la France et du département, alors qu'en 2008 la situation était inverse.
La commune est hors attraction des villes,. Elle compte 26 emplois en 2018, contre 24 en 2013 et 19 en 2008. Le nombre d'actifs ayant un emploi résidant dans la commune est de 73, soit un indicateur de concentration d'emploi de 36,1 % et un taux d'activité parmi les 15 ans ou plus de 41,3 %.
Sur ces 73 actifs de 15 ans ou plus ayant un emploi, 21 travaillent dans la commune, soit 30 % des habitants. Pour se rendre au travail, 85,9 % des habitants utilisent un véhicule personnel ou de fonction à quatre roues, 7,6 % s'y rendent en deux-roues, à vélo ou à pied et 6,4 % n'ont pas besoin de transport (travail au domicile).

### Activités hors agriculture
18 établissements sont implantés  aux Arques au 31 décembre 2019.
Le secteur du commerce de gros et de détail, des transports, de l'hébergement et de la restauration est prépondérant sur la commune puisqu'il représente 27,8 % du nombre total d'établissements de la commune (5 sur les 18 entreprises implantées aux Arques), contre 29,9 % au niveau départemental.

### Agriculture
|               | 1988 | 2000 | 2010 | 2020 |
| ------------- | ---- | ---- | ---- | ---- |
| Exploitations | 24   | 18   | 11   | 4    |
| SAU (ha)      | 325  | 282  | 171  | 127  |

La commune est dans la « Bourianne », une petite région agricole occupant une partiede l'ouest du territoire du département du Lot. En 2020, l'orientation technico-économique de l'agriculture  sur la commune est la polyculture et/ou le polyélevage. Quatre exploitations agricoles ayant leur siège dans la commune sont dénombrées lors du recensement agricole de 2020 (24 en 1988). La superficie agricole utilisée est de 127 ha,,.

## Culture locale et patrimoine

### Lieux et monuments
La commune des Arques possède plusieurs édifices patrimoniaux, dont deux églises romanes : 
- l'église Saint-Laurent[34], vestige d'un prieuré du XIIe siècle, classé monument historique depuis 1952[35], l'un des rares vestiges romans d'influence mozarabe. Une statue de la Vierge de l'Apocalypse est référencée dans la base Palissy[35].
- la chapelle Saint-André, dédiée à saint André, située à l'écart du village, où furent découvertes en 1954 par le sculpteur Ossip Zadkine des peintures du XVe siècle d'une exceptionnelle richesse. Le style, assez fruste, n'exclut pas une grande habileté dans l'utilisation des couleurs et dans l'équilibre et la variété des compositions. L'édifice est classé au titre des monuments historiques en 1979[36]. Trois peintures monumentales sont référencées dans la base Palissy[37].
- Chapelle Notre-Dame de l'Aubépine des Arques.
- Église Saint-Martin des Arques.
- l'ancien doyenné ou ancien presbytère est aussi inscrit au titre des monuments historiques depuis 1991[38].
- l'ancienne église Saint-Martin, ruinée, située à l'extrémité du promontoire et entourée du cimetière.

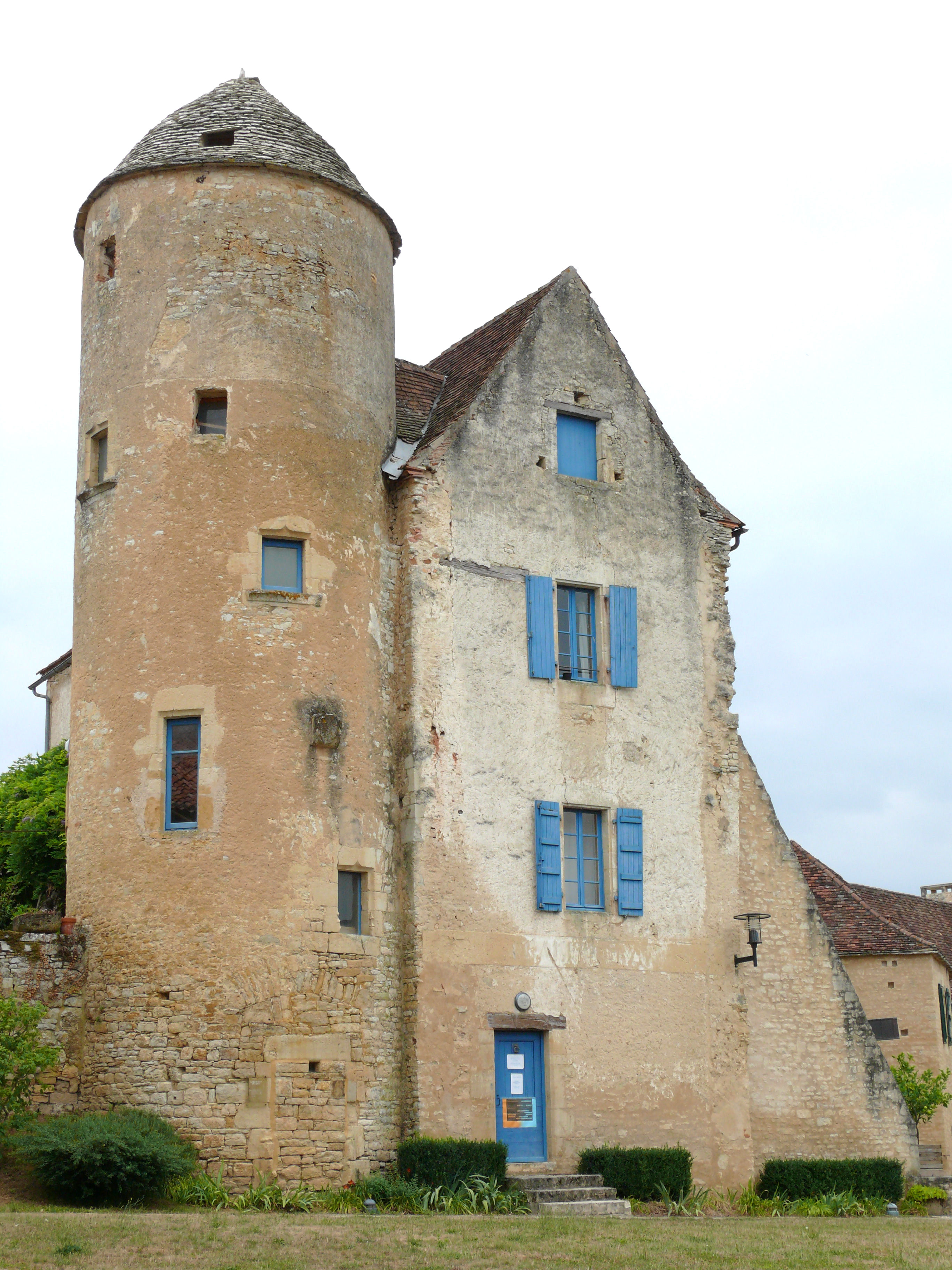
L'ancien doyenné et sa tour.
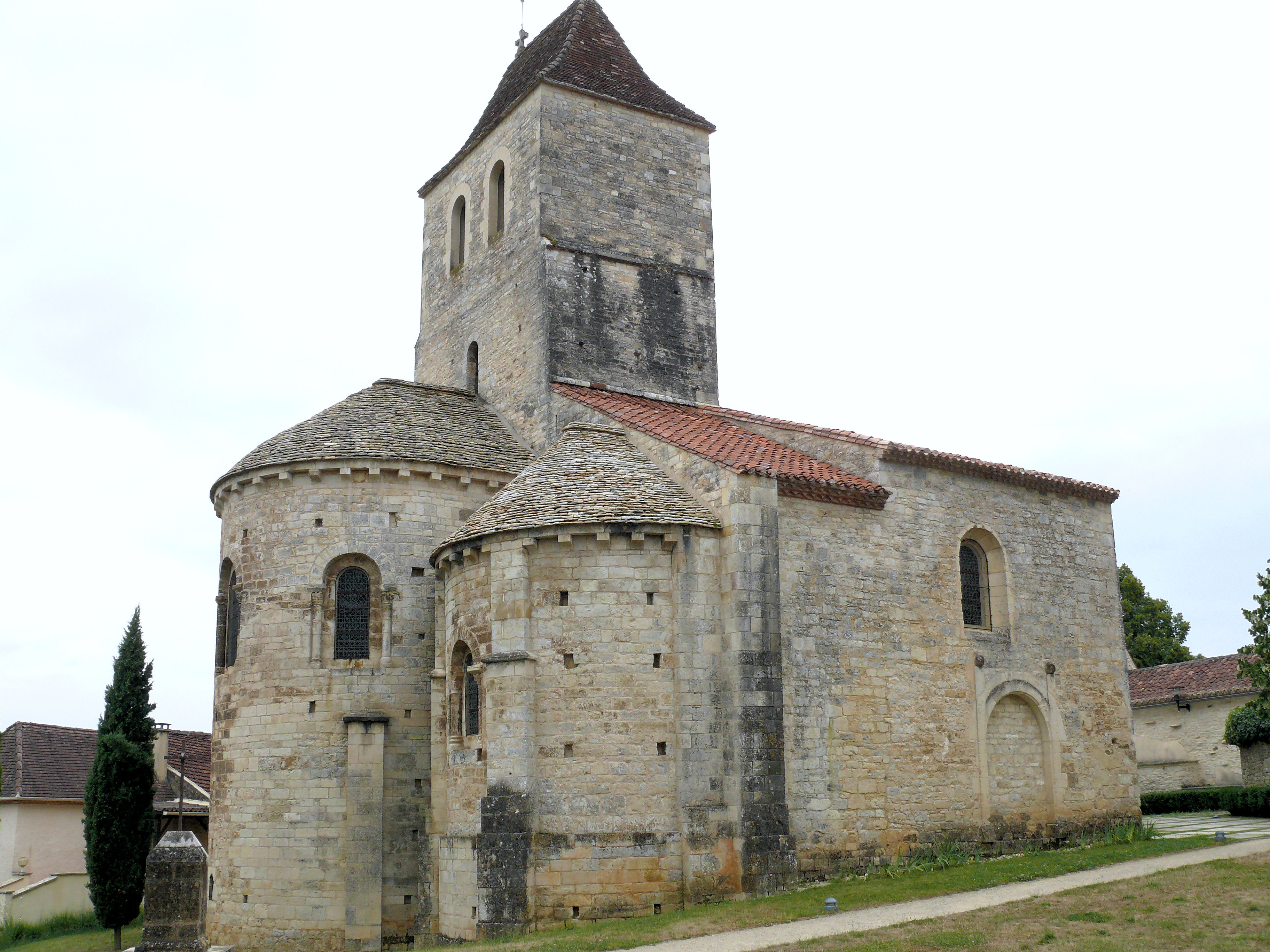
L'église Saint-Laurent.
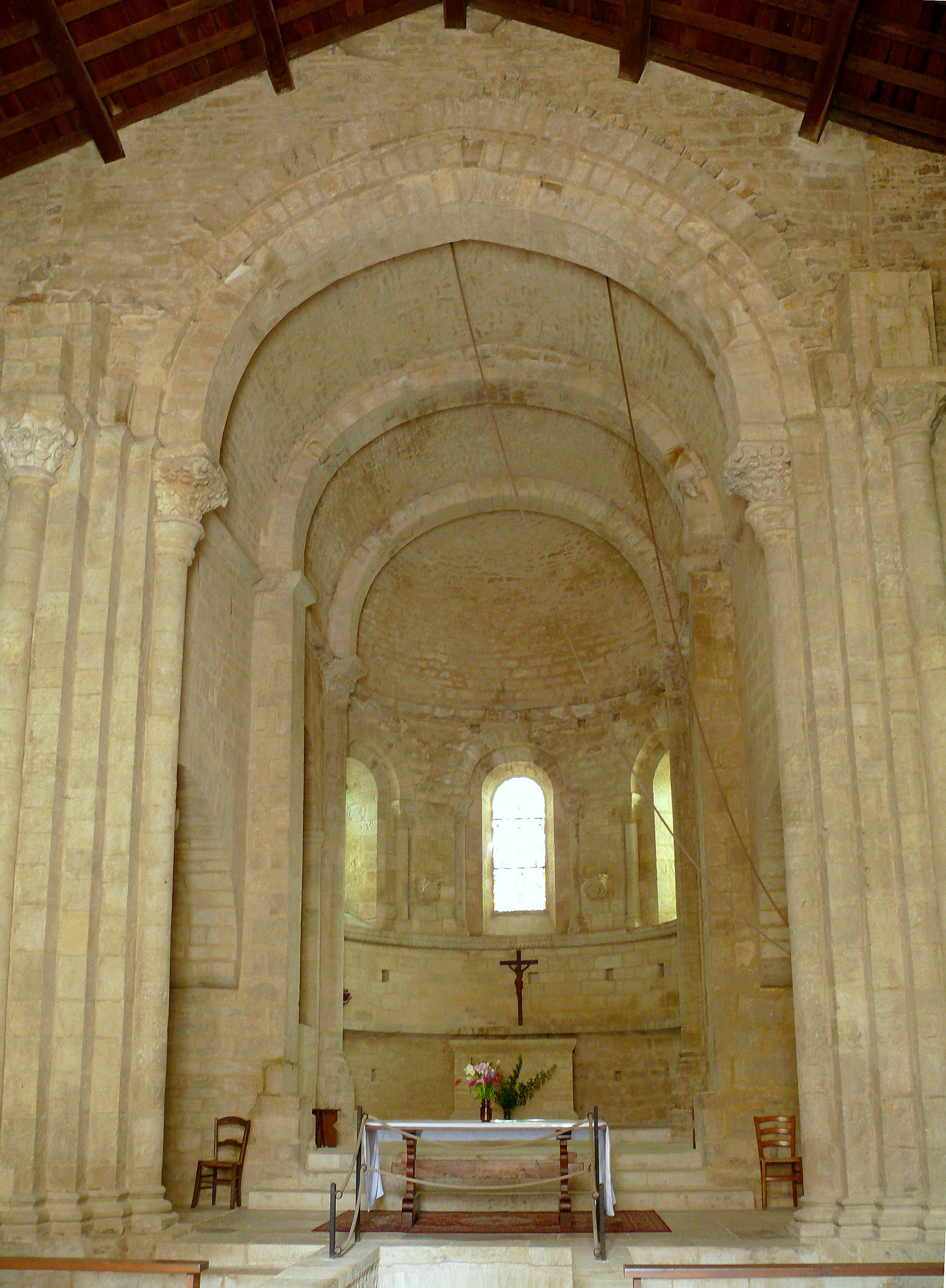
Le chœur de l'église Saint-Laurent.
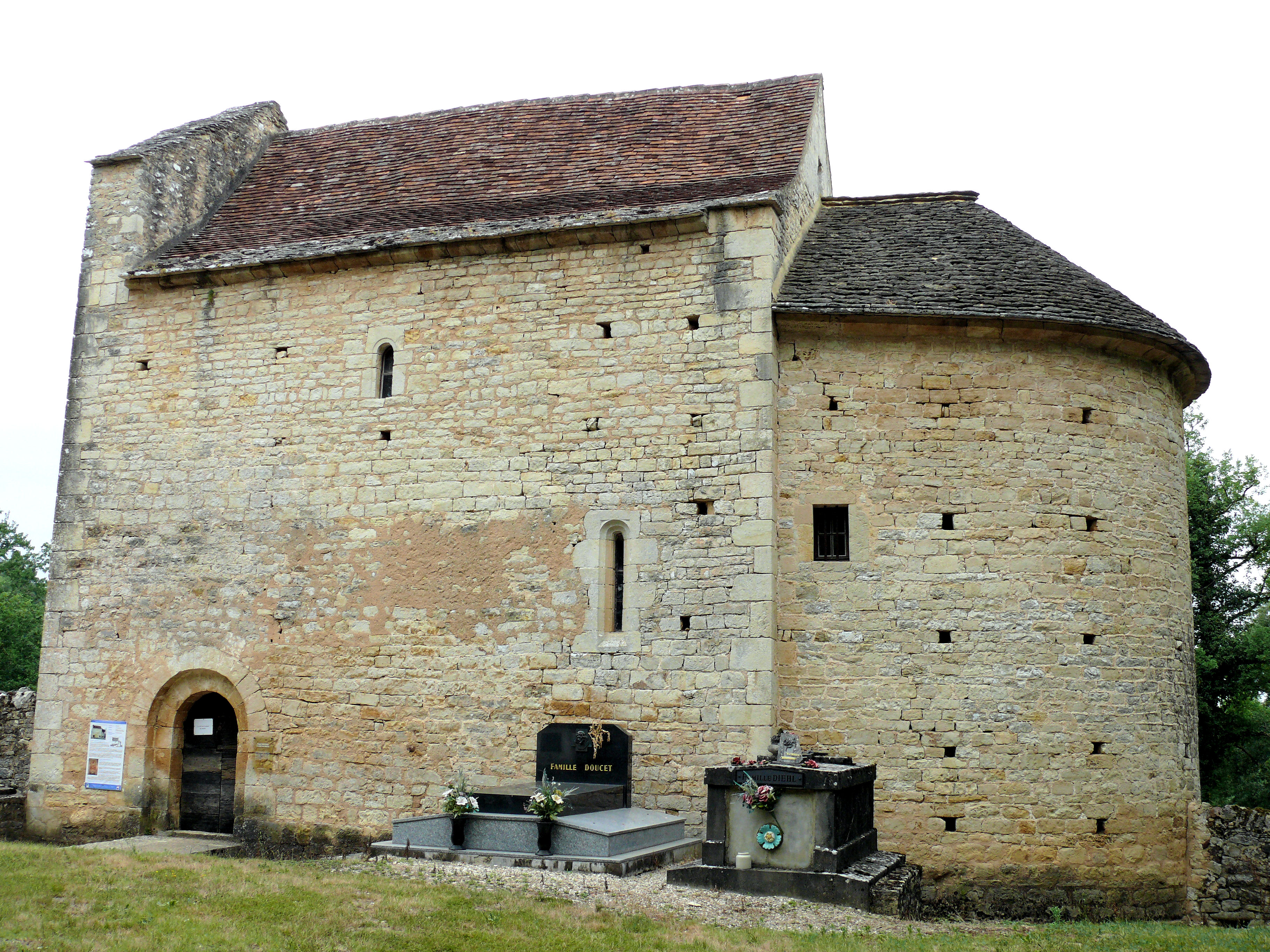
La chapelle Saint-André.
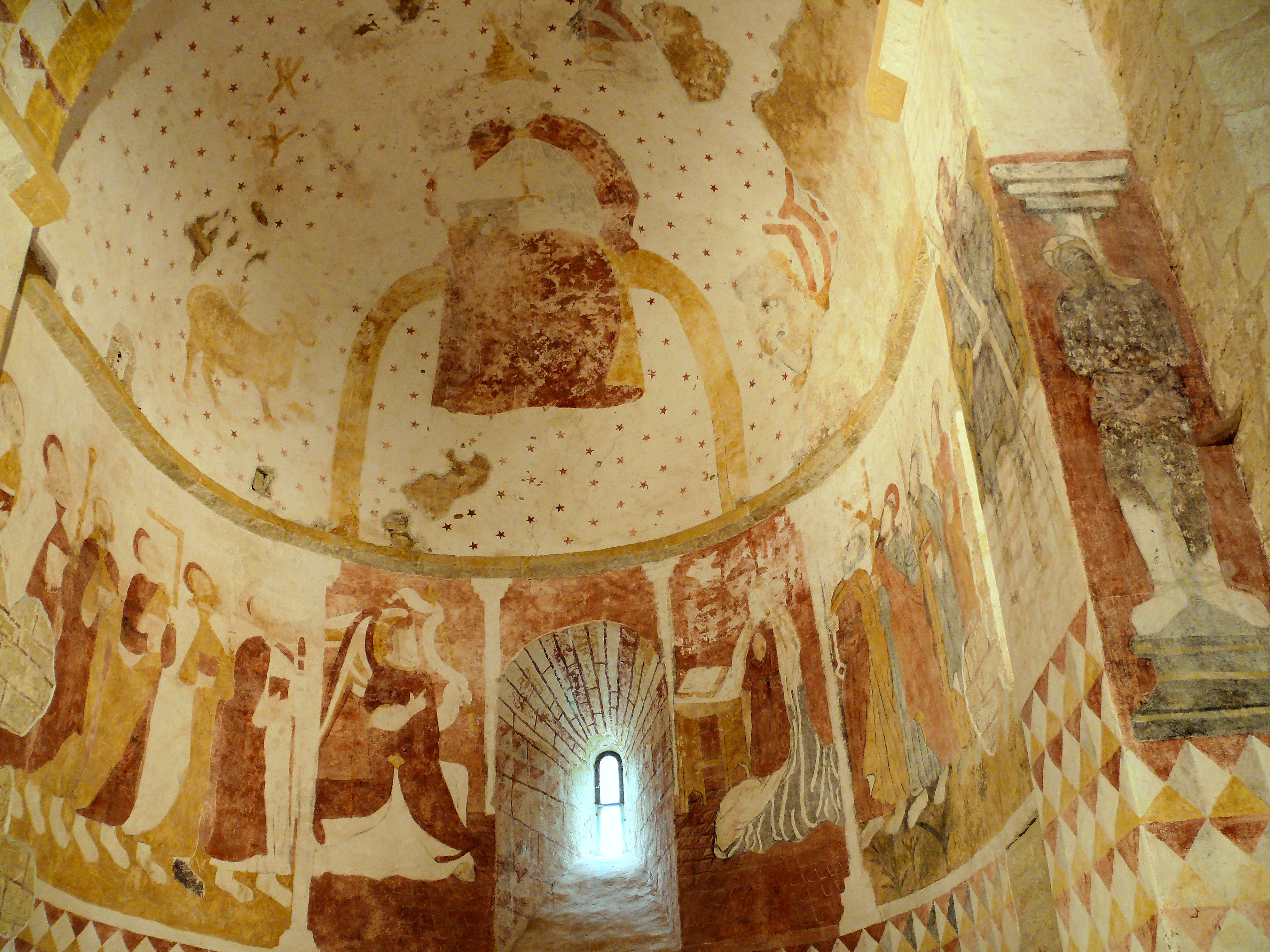
Les peintures murales de la chapelle Saint-André.

- le musée Zadkine des Arques[39]. Le musée a été créé dans la grange que l'artiste avait choisie pour fonder son musée. Plusieurs de ses œuvres peuvent se voir dans le village.

## Sites naturels
La commune des Arques est traversée par la rivière la Masse dont une partie de la vallée est labellisée comme Espace Naturel Sensible par le Conseil Général du Lot. Il s'agit de l'une des plus grandes zones humides du département. Un sentier aménagé sur pilotis permet de découvrir le marais qui abrite une biodiversité remarquable.

## Vie locale
En accord avec la ville de Paris, le conseil général du Lot a ouvert en 1988 un musée consacré au sculpteur Ossip Zadkine, ou l'on peut notamment visionner un remarquable documentaire sur l'artiste. Certaines de ses œuvres sont exposées dans l'église Saint-Laurent. Voir aussi le musée Zadkine de Paris.
Le village comporte aussi une bibliothèque et a adopté une politique d'accueil d'artistes en résidence et d'expositions d'art contemporain in situ en été.

### Personnalités liées à la commune
- Ossip Zadkine sculpteur d'origine russe, vécut aux Arques à partir de 1934.
- Élie Calmon est un homme politique français

#### Site de l'Insee
1. ↑  « La grille communale de densité », sur le site de l'Insee, 28 mai 2024 (consulté le 28 juin 2024).
2. ↑  Insee, « Métadonnées de la commune de Les Arques ».
3. ↑  « Base des aires d'attraction des villes 2020. », sur le site de l'Insee, 21 octobre 2020 (consulté le 28 juin 2024).
4. ↑  Marie-Pierre de Bellefon, Pascal Eusebio, Jocelyn Forest, Olivier Pégaz-Blanc et Raymond Warnod (Insee), « En France, neuf personnes sur dix vivent dans l’aire d’attraction d’une ville », sur le site de l'Insee, 21 octobre 2020 (consulté le 28 juin 2024).
5. ↑  « REV T1 - Ménages fiscaux de l'année 2018 aux Arques » (consulté le 5 février 2022).
6. ↑  « REV T1 - Ménages fiscaux de l'année 2018 dans le Lot » (consulté le 5 février 2022).
7. 1 2  « Emp T1 - Population de 15 à 64 ans par type d'activité en 2018 aux Arques » (consulté le 5 février 2022).
8. ↑  « Emp T1 - Population de 15 à 64 ans par type d'activité en 2018 dans le Lot » (consulté le 5 février 2022).
9. ↑  « Emp T1 - Population de 15 à 64 ans par type d'activité en 2018 dans la France entière » (consulté le 5 février 2022).
10. ↑  « Base des aires d'attraction des villes 2020 », sur site de l'Insee (consulté le 10 avril 2021).
11. ↑  « Emp T5 - Emploi et activité en 2018 aux Arques » (consulté le 5 février 2022).
12. ↑  « ACT T4 - Lieu de travail des actifs de 15 ans ou plus ayant un emploi qui résident dans la commune en 2018 » (consulté le 5 février 2022).
13. ↑  « ACT G2 - Part des moyens de transport utilisés pour se rendre au travail en 2018 » (consulté le 5 février 2022).
14. ↑  « DEN T5 - Nombre d'établissements par secteur d'activité au 31 décembre 2019 aux Arques » (consulté le 14 février 2022).
15. ↑  « DEN T5 - Nombre d'établissements par secteur d'activité au 31 décembre 2019 dans le Lot » (consulté le 14 février 2022).

#### Autres sources
1. ↑  Carte IGN sous Géoportail
2. 1 2  Daniel Joly, Thierry Brossard, Hervé Cardot, Jean Cavailhes, Mohamed Hilal et Pierre Wavresky, « Les types de climats en France, une construction spatiale », Cybergéo, revue européenne de géographie - European Journal of Geography, no 501,‎ 18 juin 2010 (DOI 10.4000/cybergeo.23155, lire en ligne, consulté le 14 novembre 2023)
3. ↑  « Zonages climatiques en France métropolitaine. », sur pluiesextremes.meteo.fr (consulté le 14 novembre 2023).
4. ↑  « Orthodromie entre Les Arques et Anglars-Juillac », sur fr.distance.to (consulté le 14 novembre 2023).
5. ↑  « Station Météo-France « Anglars » (commune d'Anglars-Juillac) - fiche climatologique - période 1991-2020 », sur donneespubliques.meteofrance.fr (consulté le 14 novembre 2023).
6. ↑  « Station Météo-France « Anglars » (commune d'Anglars-Juillac) - fiche de métadonnées. », sur donneespubliques.meteofrance.fr (consulté le 14 novembre 2023).
7. ↑  « Climadiag Commune : diagnostiquez les enjeux climatiques de votre collectivité. », sur meteofrance.fr, novembre 2022 (consulté le 14 novembre 2023).
8. ↑  « Les espaces protégés. », sur le site de l'INPN (consulté le 10 mai 2022).
9. ↑  « Liste des espaces protégés sur la commune », sur le site de l'inventaire national du patrimoine naturel (consulté le 1er septembre 2021).
10. ↑  « - fiche descriptive », sur le site de l'inventaire national du patrimoine naturel (consulté le 1er septembre 2021).
11. 1 2  « Liste des ZNIEFF de la commune des Arques », sur le site de l'Inventaire national du patrimoine naturel (consulté le 1er septembre 2021).
12. ↑  « ZNIEFF les « prairies humides de la Mouline et du Moulineau » - fiche descriptive », sur le site de l'inventaire national du patrimoine naturel (consulté le 1er septembre 2021).
13. ↑  « ZNIEFF la « vallée de la Masse entre le Périé et la Passade » - fiche descriptive », sur le site de l'inventaire national du patrimoine naturel (consulté le 1er septembre 2021).
14. ↑  « ZNIEFF les « ruisseaux de l'Herm et de la Masse » - fiche descriptive », sur le site de l'inventaire national du patrimoine naturel (consulté le 1er septembre 2021).
15. ↑  « CORINE Land Cover (CLC) - Répartition des superficies en 15 postes d'occupation des sols (métropole). », sur le site des données et études statistiques du ministère de la Transition écologique. (consulté le 14 avril 2021).
16. 1 2 3  « Les risques près de chez moi - commune des Arques », sur Géorisques (consulté le 17 octobre 2022).
17. ↑  BRGM, « Évaluez simplement et rapidement les risques de votre bien », sur Géorisques (consulté le 13 septembre 2022).
18. ↑  DREAL Occitanie, « CIZI », sur occitanie.developpement-durable.gouv.fr (consulté le 13 septembre 2022).
19. ↑  « Dossier départemental des risques majeurs dans le Lot », sur lot.gouv.fr (consulté le 13 septembre 2022), partie 1 -  chapitre Risque inondation.
20. ↑  « Dossier départemental des risques majeurs dans le Lot », sur lot.gouv.fr (consulté le 13 septembre 2022).
21. ↑  « Dossier départemental des risques majeurs dans le Lot », sur lot.gouv.fr (consulté le 13 septembre 2022), chapitre Mouvements de terrain.
22. 1 2  « Liste des cavités souterraines localisées sur la commune des Arques », sur georisques.gouv.fr (consulté le 13 septembre 2022).
23. ↑  « Retrait-gonflement des argiles », sur le site de l'observatoire national des risques naturels (consulté le 13 septembre 2022).
24. 1 2  Jean-Maire Cassagne, Villes et Villages en pays lotois, Tertium éditions, 15 avril 2013 - 304 pages,  (ISBN 2368481060).
25. ↑  Gaston Bazalgues, À la découverte des noms de lieux du Quercy : Toponymie lotoise, Gourdon, Éditions de la Bouriane et du Quercy, juin 2002, 127 p. (ISBN 2-910540-16-2), p. 105.
26. ↑  « Les maires des Arques », sur francegenweb.org, 19 février 2011 (consulté le 11 janvier 2016).
27. ↑  L'organisation du recensement, sur insee.fr.
28. ↑  Calendrier départemental des recensements, sur insee.fr.
29. ↑  Des villages de Cassini aux communes d'aujourd'hui sur le site de l'École des hautes études en sciences sociales.
30. ↑  Fiches Insee - Populations de référence de la commune pour les années 2006, 2007, 2008, 2009, 2010, 2011, 2012, 2013, 2014, 2015, 2016, 2017, 2018, 2019, 2020, 2021 et 2022.
31. ↑  « Les régions agricoles (RA), petites régions agricoles(PRA) - Année de référence : 2017 », sur agreste.agriculture.gouv.fr (consulté le 14 février 2022).
32. ↑  Présentation des premiers résultats du recensement agricole 2020, Ministère de l’agriculture et de l’alimentation, 10 décembre 2021
33. ↑  « Fiche de recensement agricole - Exploitations ayant leur siège dans la commune des Les Arques - Données générales », sur recensement-agricole.agriculture.gouv.fr (consulté le 14 février 2022).
34. ↑  Claude Andrault-Schmitt - Les Arques, église Saint-Laurent - p. 109-123 dans Congrès archéologique de France. 147e session. Quercy. 1989 - Société française d'archéologie - Paris - 1993
35. 1 2  « Église Saint-Laurent », notice no PA00094966, sur la plateforme ouverte du patrimoine, base Mérimée, ministère français de la Culture.
36. ↑  « Chapelle Saint-André », notice no PA00094965, sur la plateforme ouverte du patrimoine, base Mérimée, ministère français de la Culture.
37. ↑  « 3 peintures monumentales : Dieu le père coiffé de la tiare, symboles des quatre évangélistes (les), l'Annonciation, apôtres (les), saint Christophe, Christ souffrant ou à la colonne (le) », sur pop.culture.gouv.fr (consulté le 4 juin 2021).
38. ↑  « Doyenné des Arques », notice no PA00095295, sur la plateforme ouverte du patrimoine, base Mérimée, ministère français de la Culture.
39. ↑  Patrimoine du Lot : Le musée Zadkine (Les Arques)
40. ↑  « Circuit ENS La Vallée de la Masse - LES ARQUES »(Archive.org • Wikiwix • Archive.is • Google • Que faire ?), sur tourisme-lot.com (consulté le 28 août 2014).
41. ↑  Musées du Lot : musée Zadkine